# Camilla Rothe

Camilla Rothe

Camilla Rothe (* 20. September 1974 in Heidelberg) ist eine deutsche Ärztin. Sie ist Fachärztin für Innere Medizin, Tropenmedizin und Infektiologie. Rothe diagnostizierte den ersten Fall des Coronavirus in Deutschland. Darüber hinaus trug ihre wissenschaftliche Arbeit entscheidend dazu bei, dass die Übertragung des Virus durch asymptomatische Personen bestätigt wurde.

## Ausbildung
Camilla Rothe wuchs in Heidelberg auf und besuchte dort das Kurfürst-Friedrich-Gymnasium, das sie als Jahrgangsbeste abschloss. Sie studierte von 1994 bis 2001 Medizin in Freiburg und Berlin. Sie blieb danach als Assistenzärztin an der Berliner Charité, wo sie 2008 auch ihren Facharzt für Innere Medizin ablegte. Im gleichen Jahr schloss sie ihre Promotion ab. Von 2009 bis 2013 wechselte sie an das Queen Elizabeth Central Hospital Blantyre, im Süden des zentralafrikanischen States Malawi. Nach ihrer Rückkehr spezialisierte Rothe sich weitergehend auf Tropenmedizin und ging an das Bernhard-Nocht-Institut in Hamburg. Von dort wechselte sie an das Uniklinikum München, wo sie Oberärztin und Leiterin der Ambulanz für Tropen- und Reisemedizin ist.

## Schaffen
Am 27. Januar 2020 diagnostizierte Rothe die erste Coronainfektion in Deutschland. Dabei wurde deutlich, dass die Infektion offensichtlich von einer Chinesin ausging, die Deutschland bereiste, ohne Symptome der Krankheit wahrzunehmen. Diese Erkenntnis publizierten Rothe und Michael Hölscher bereits am 30. Januar 2020 im New England Journal of Medicine. Damit setzte ein etwa zwei Monate andauernder wissenschaftlicher Disput darüber ein, ab wann die Krankheit von Mensch zu Mensch übertragen werden kann. Zweifel kamen unter anderem von staatlichen Stellen in Schweden und Großbritannien. An dessen Ende stand die Bestätigung ihrer Erkenntnisse.
Am 11. Dezember 2020 benannte das amerikanische Time Magazine sie als eine der 100 einflussreichsten Personen des Jahres.

## Werke
- Clinical Cases in Tropical Medicine. Saunders, Philadelphia 2014. ISBN 978-0-7020-5824-0.

## Auszeichnungen
- 2021: Pro meritis scientiae et litterarum[10]
- 2022: Verdienstkreuz am Bande der Bundesrepublik Deutschland[11]